# Manfred Hofmann (Handballspieler)

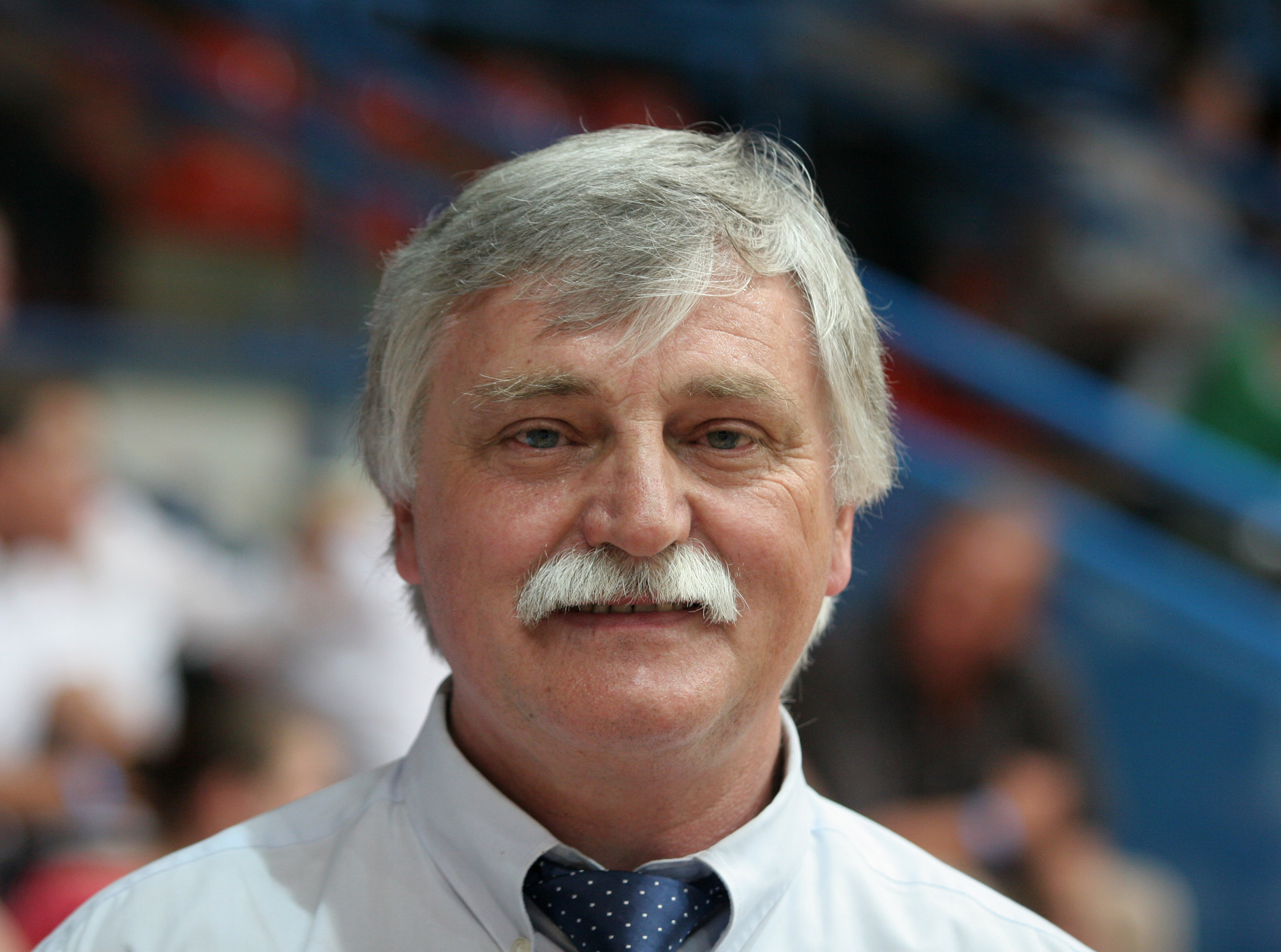
Manfred Hofmann (2008)

Manfred Hofmann (* 30. Januar 1948 in Großwallstadt) ist ein deutscher Handballtrainer und ehemaliger Handballtorwart. Für die Bundesrepublik Deutschland bestritt Hofmann 110 Länderspiele. Zu seiner aktiven Zeit wog er bei 1,91 m Körperlänge 92 kg.
Manfred Hofmann spielte für den TV Großwallstadt. 1978 wurde er Handball-Weltmeister mit der deutschen Nationalmannschaft. Dabei hielt er im Finale gegen den Olympiasieger UdSSR drei Siebenmeter und hatte so maßgeblichen Anteil am Erfolg. Im Jahr 1979 war Manfred Hofmann Handballer des Jahres in Deutschland. Am 6. März 1976 hielt er im Olympia-Qualifikationsspiel gegen die DDR in Karl-Marx-Stadt beim Stande von 8:11 in der Nachspielzeit einen Siebenmeter und ermöglichte so der Mannschaft der Bundesrepublik Deutschland die Teilnahme an den Olympischen Spielen in Montreal.
16 Jahre hielt er dem TV Großwallstadt die Treue und bestritt dabei über 1000 Spiele. Am 12. Juni 1982 nahm er Abschied vom Leistungssport. Für seine sportlichen Erfolge erhielt er das Silberne Lorbeerblatt.
Manfred Hofmann ist verheiratet und hat zwei Kinder. Er war bis zu seinem Eintritt in den Ruhestand im Februar 2010 als Abteilungsdirektor bei der Sparkasse Hanau tätig.
Seit 2009 ist Manfred Hofmann als Trainer in der TVG-Akademie tätig. Im August 2017 übernahm er das Amt des sportlichen Leiters beim TV Großwallstadt. Seit dem September 2017 trainiert er zusätzlich die Herrenmannschaft vom TVG.

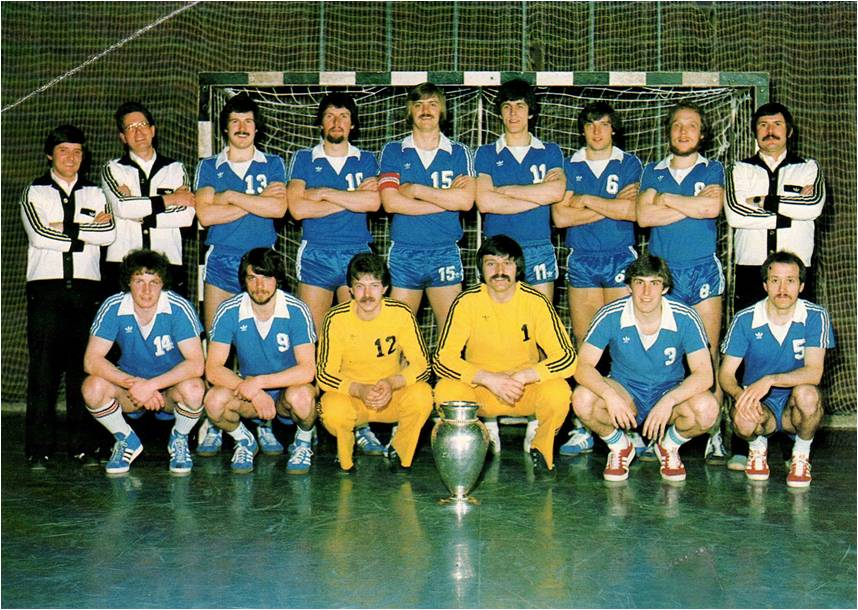
Manfred Hofmann in der Meistermannschaft von 1978 (vordere Reihe, Dritter von rechts)

## Erfolge
- 1973 Deutscher Meister im Feldhandball mit dem TV Großwallstadt
- 1978 Weltmeister
- 1978, 1979, 1980 und 1981 Deutscher Meister mit dem TV Großwallstadt
- 1980 Supercupgewinner mit dem TV Großwallstadt
- 1980 DHB-Pokal mit dem TV Großwallstadt
- 1979 und 1980 Europapokal der Landesmeister mit dem TV Großwallstadt